# Giovanni Micheletto
Giovanni Micheletto, nacido el 22 de enero de 1889 en Sacile, y fallecido el 9 de septiembre de 1958 en la misma ciudad, fue un ciclista italiano profesional de 1909 a 1914. Giovanni Micheletto ganó el Giro de Lombardía en 1910 y el Giro de Italia 1912 con el equipo Atala.

## Palmarés
1909
- 1 etapa del Giro del Veneto

1910
- Giro de Lombardía

1911
- Giro de la Romagna

1912
- Giro de Italia , más 2 etapas[1]

1913
- 1 etapa del Tour de Francia

## Resultados en las grandes vueltas
| Carrera         | 1909 | 1910 | 1911 | 1912 | 1913 | 1914 |
| --------------- | ---- | ---- | ---- | ---- | ---- | ---- |
| Giro de Italia  | Ab.  | Ab.  | -    | 1º   | -    | -    |
| Tour de Francia | -    | -    | -    | -    | Ab.  | -    |
| Vuelta a España | X    | X    | X    | X    | X    | X    |